# Đứt gãy San Andreas

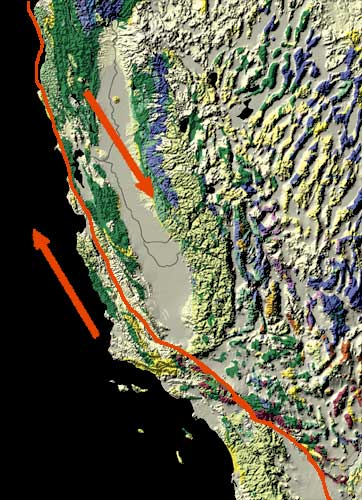
Bản đồ đứt gãy San Andreas thể hiện hướng chuyển động

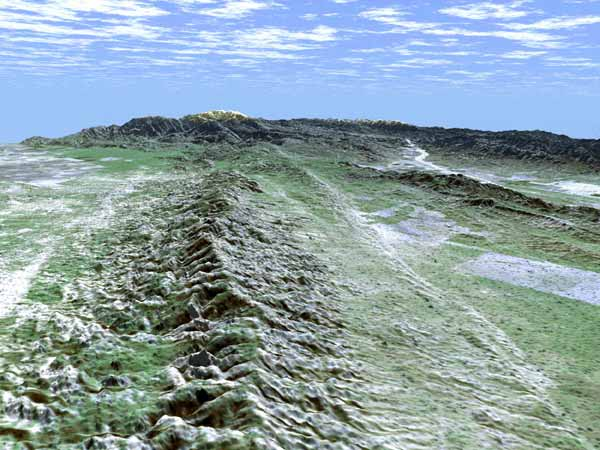
Ảnh phóng đại độ cao của đứt gãy San Andreas trên đồng bằng Carrizo ở miền Nam California, 35°07'N, 119°39'W. Đây là ảnh tổ hợp giữa dữ liệu radar và ảnh Landsat.

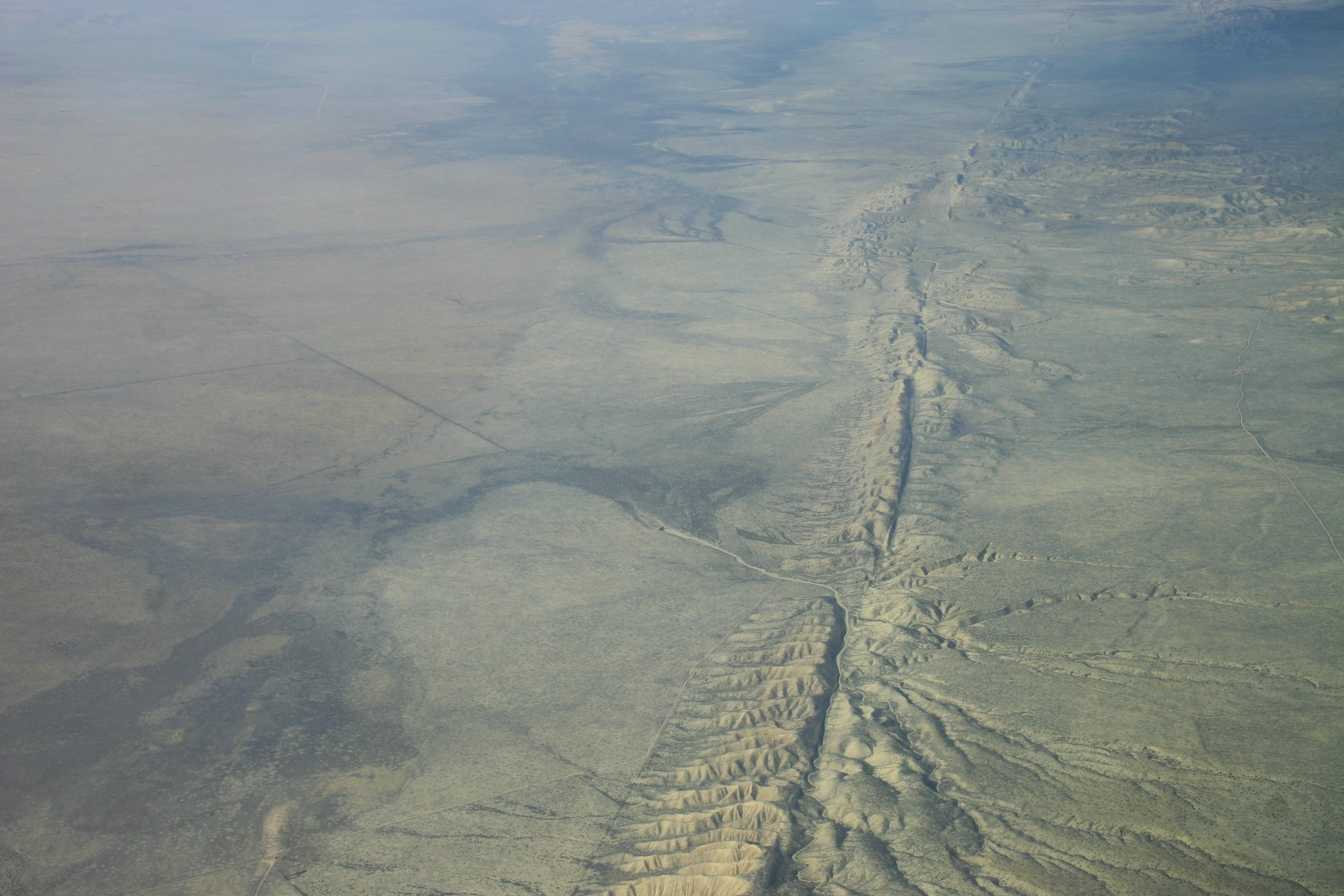
Ảnh đứt gãy San Andreas chụp từ máy bay trên đồng bằng Carrizo

Đứt gãy San Andreas là một đứt gãy chuyển dạng lục địa, có độ dài khoảng 1.300 km (800 mile), cắt qua California, Hoa Kỳ. Đây là một đứt gãy trượt bằng, và cũng là ranh giới kiến tạo giữa mảng Thái Bình Dương và mảng Bắc Mỹ.
Đứt gãy được xác định lần đầu tiên ở miền bắc California bởi giáo sư địa chất Andrew Lawson thuộc trường Đại học California vào năm 1895 và được ông đặt tên theo một cái hồ nhỏ nằm trong một thung lũng hẹp được hình thành bởi đứt gãy này gần miền nam San Francisco, tên là Laguna de San Andreas. Sau trận động đất San Francisco năm 1906, ông Lawson cũng đã phát hiện ra rằng đứt gãy San Andreas kéo dài đến phía nam của Nam California.

## Hình thành

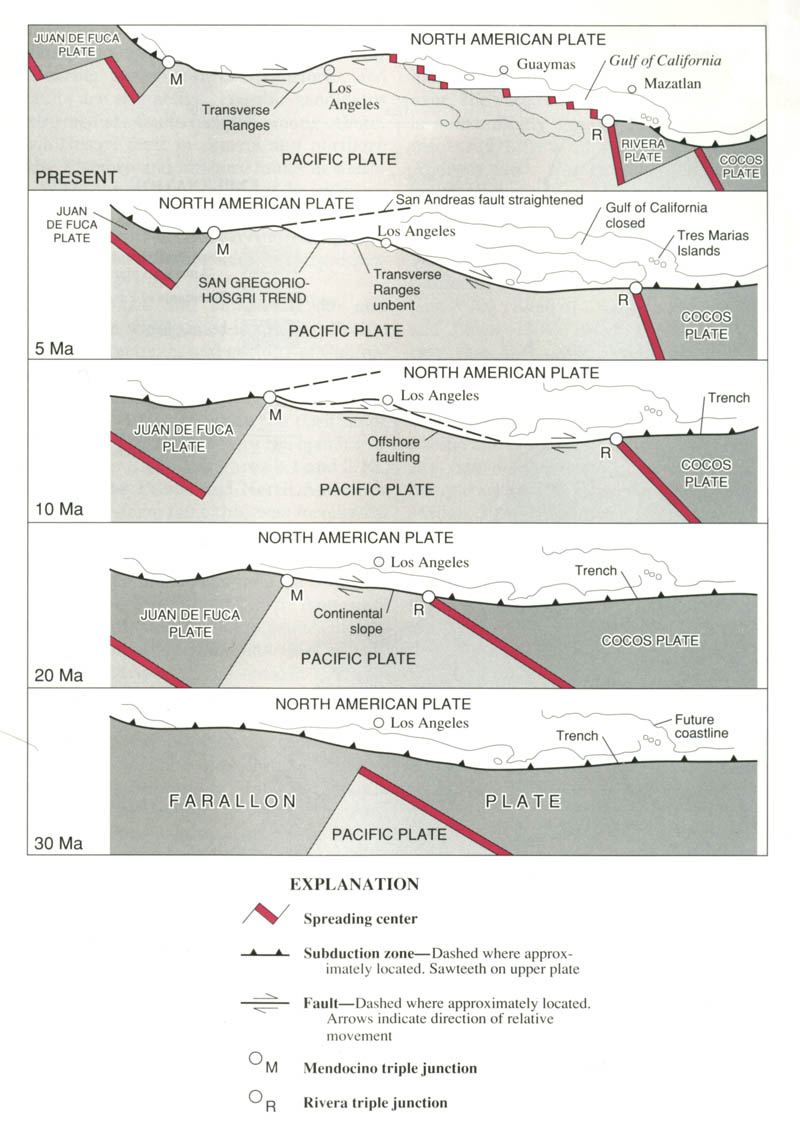
Tiến hóa kiến tạo đứt gãy San Andreas.

Đứt gãy San Andreas đã bắt đầu hình thành vào Cenozoi giữ cách nay khoảng 30 triệu năm. Vào lúc đó, trung tâm tách giãn giữa mảng Thái Bình Dương và mảng Farallon (hiện đã bị hút chìm gần hết trong khi các mảng khác còn lại gồm mảng Juan de Fuca, mảng Rivera, mảng Cocos, và mảng Nazca) đã bắt đầu chạm tới đới hút chìm ngoài khơi bờ biển tây của Bắc Mỹ. Do sự chuyển động tương đối giữa mảng Thái Bình Dương và mảng Bắc Mỹ khác với sự chuyển động tương đối giữa mảng Farallon và Bắc Mỹ, sống núi tách giãn đã bắt đầu "bị hút chìm" tạo ra một sự chuyển động tương đối mới và cách biến dạng mới dọc theo các ranh giới mảng. Các đặc trưng địa chất này được thấy rõ dọch theo đứt gãn San Andreas. Nó cũng bao bao gồm tác nhân có thể gây biến dạng Basin and Range, sự tách biệt bán đảo Baja California, và việc đổi hướng của dãy Transverse.
Đoạn chính phía nam của đứt gãy San Andreas có thể đã tồn tại cách đây khoảng 5 triệu năm. Phần được biết đến đầu tiên của phần phía nam của đứt gãy là đới Clemens Well-Fenner-San Francisquito có tuổi khoảng 22–13 triệu năm. Hệ thống này đã thêm vào đứt gãy San Gabriel khi hoạt động chuyển động chính vào khoảng 10–5 triệu năm trước. Hiện tại, người ta tin rằng San Andreas hiện đại sẽ đổi hướng chuyển động của nó thành một đứt gãy trong đới cắt trượt đông California. Sự tiến hóa phức tạp này đặc biệt dọc theo đoạn phía nam, chủ yếu là do hoặc "Big Bend" hoặc do sự khác biệt về vector chuyển động giữa các mảng và xu hướng của đứt gãy và các nhánh xung quanh của nó.

## Động đất
Đứt gãy San Andreas có nhiều trận động đất lịch sử như:
- Động đất Fort Tejon 1857: Nứt đất kéo dài 350 kilômét (220 mi) ở vùng trung tâm và nam. Độ lớn 7,9.
- Động đất San Francisco 1906: Nứt đất kéo dài 430 kilômét (270 mi) ở Bắc California. Tâm chấn gần San Francisco. Ít nhất 3.000 người thiệt mạng do động đất và cháy. Độ lớn ước tính 7,8.
- Động đất San Francisco 1957: Độ lớn 5.
- Động đất Loma Prieta 1989: Nứt đất kéo dài 40 kilômét (25 mi) gần Santa Cruz, California, 63 người chết và gây phá hủy trung mình ở các vùng dễ tổn thương vùng vịnh San Francisco. Độ lớn khoảng 6,9.
- Động đất Parkfield 2004: Độ lớn 6.0.